# ASCII art
ASCII art er grafisk design med brug af de 95 printbare tegn, der er i det oprindelige 7-bit ASCII-tegnsæt defineret i 1963. Der suppleres undertiden med tegn fra 8-bitsættet, så også accenttegn og andre specialtegn kan bruges. ASCII art kan laves med en vilkårlig teksteditor, og det laves ofte med en skrifttype med tegn af fast bredde, fx Courier.

## Asciimation
En specialitet er animeret ASCII art, film der skal vises af et særligt program. En af Star Wars-filmene findes således som Asciimation.
| Lyd og billede | Spire Denne artikel om billed- og lydteknologi er en spire som bør udbygges. Du er velkommen til at hjælpe Wikipedia ved at udvide den. |

- Wikimedia Commons har flere filer relateret til ASCII art